# São Francisco do Glória
São Francisco do Glória là một đô thị thuộc bang Minas Gerais, Brasil. Đô thị này có diện tích 164,023 km², dân số năm 2007 là 5539 người, mật độ 31,7 người/km².